# Хора отдалече
„Хора отдалече“ е български игрален филм (драма) от 1977 година на режисьора Никола Рударов, по сценарий на Атанас Ценев. Оператор е Георги Георгиев. Музиката във филма е композирана от Кирил Цибулка. Втори режисьор на филма е Румен Сурджийски.

## Актьорски състав
- Васил Михайлов – Добри Жеков
- Константин Коцев – Спиро
- Асен Кисимов – Илиев
- Кирил Господинов – Коста
- Стоян Гъдев – Милан
- Миланка Петрова – Мария
- Вихър Стойчев – Сашо
- Мадлен Чолакова – Данчето
- Северина Тенева – Преводачката Николова
- Явор Спасов
- Петър Антов
- Пенко Пенков
- Захари Жандов
- Стефан Сърбов
- Георги Стоянов
- Георги Георгиев
- Мария Седлоева
- Стефан Костов
- Надя Тодорова – жената от стола
- Анета Петровска – жената на Хоспела
- Зинка Друмева
- Асен Димитров
- Колчо Николов
- Ина Попова
- Александър Благоев
- Георги Миндов
- Йордан Ковачев